# Bernat Martínez Mas
Bernat Martínez Mas   (Alberic, 10 de gener de 1980 - Monterey, 19 de juliol de 2015) va ser un pilot de motociclisme valencià, especialitzat en curses de Superstock. Fou campió de Catalunya el 2007 i subcampió d'Europa (Superstock 1000) i d'Espanya el 2009.
Martínez es va morir a causa de les lesions sofertes en un accident múltiple al circuit de Laguna Seca, durant una cursa del campionat MotoAmerica. A l'accident, provocat per un pilot que frenà en sec poc després de la sortida i va fer caure cinc corredors, també hi perdé la vida el pilot gallec Dani Rivas.

## Trajectòria esportiva

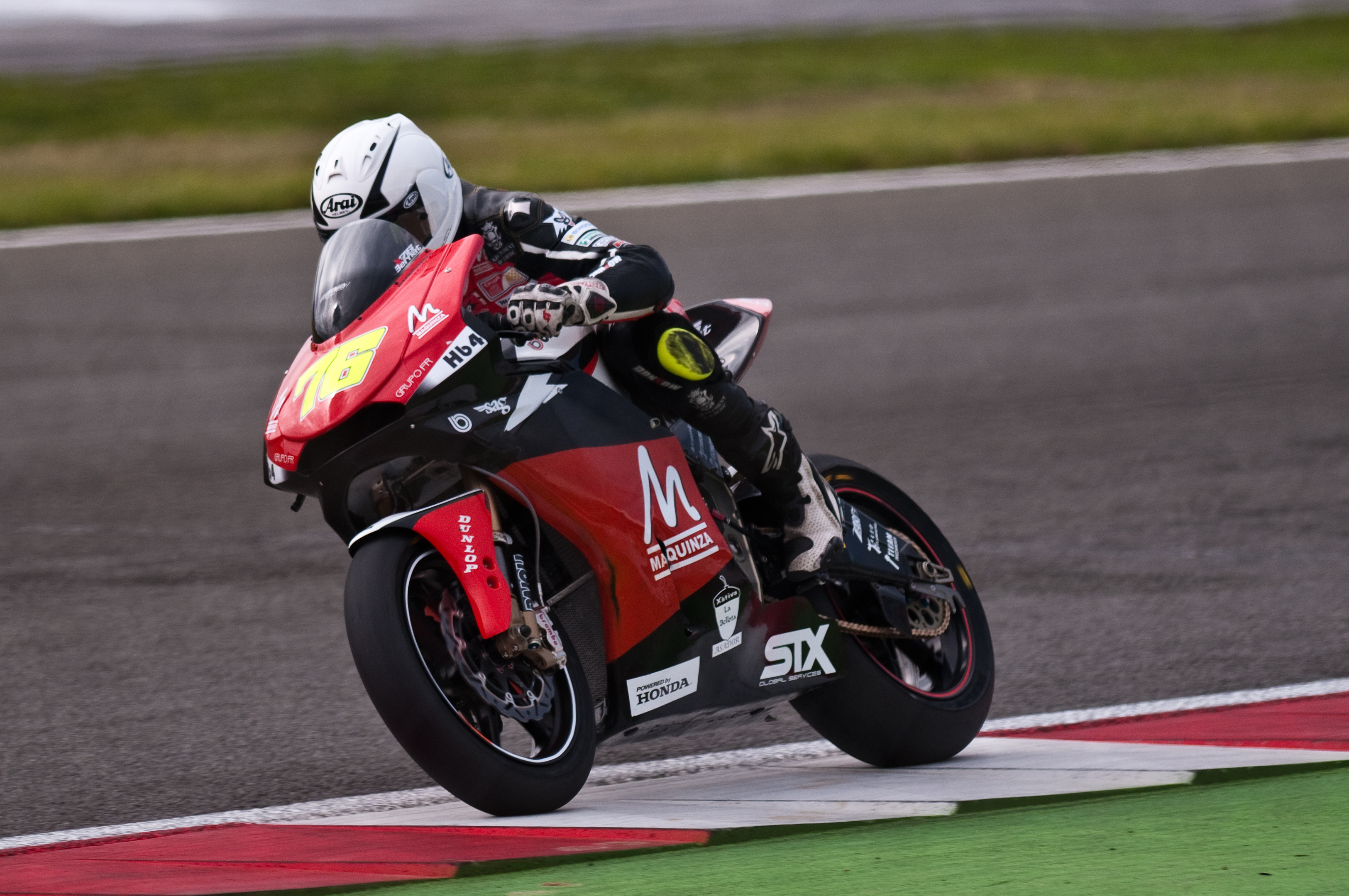
Amb la Bimota HB4 el 2010

El 2001 debutà en competició internacional al Campionat d'Europa de Superstock 1000, tot participant en la ronda d'Itàlia, a Imola, amb l'Aprilia RSV R de l'equip Desm Aprilia Racing, acabant la cursa en el dissetè lloc. El 2003 tornà a competir en el mateix campionat com a pilot oficial de l'equip MIR, amb una Suzuki GSX 1000R. Acabà l'any en novè lloc final, havent estat el seu millor resultat la quarta posició obtinguda a la ronda del Regne Unit (Silverstone) i al d'Itàlia (Imola). El 2004 va córrer per a l'equip Marvimoto, disputant cinc curses amb una Yamaha YZF R1 i dues amb una Suzuki GSX-R 1000. Acabà la temporada en l'onzena posició final, essent la seva millor classificació un quart lloc a Alemanya (Oschersleben).
El 2005 aprofità un wildcard ("comodí") per a participar en la ronda espanyola del Campionat del Món de Superbike amb una Yamaha YZF R1 de l'equip Folch Endurance. Prengué part als entrenaments i la qualificació, però no pogué ésser present a l'inici de les dues curses el diumenge. El 2006 va competir al Campionat del Món de Supersport, disputant-ne tres curses amb una Yamaha YZF R6 de l'equip Edo en substitució de Gianluca Nannelli. No aconseguí puntuar, essent el seu millor resultat un dissetè lloc a la ronda de San Marino (Misano).
Després d'haver corregut diversos anys en el Campionat de Catalunya i l'estatal, el 2009 fou Subcampió d'Europa de Superstock 1000 (un campionat celebrat a una sola prova).
La temporada de 2010 debutà en el Mundial de motociclisme, en categoria Moto2, amb una Bimota HB4 de l'equip Maquinza-SAG sense obtenir-hi, però, cap punt. La vigília del Gran Premi d'Alemanya fou substituït dins l'equip per Ricard Cardús.

## Resultats al Mundial de motociclisme[1]
| Any  | Categoria | Moto   | Curses | Victòries | Podi | Pole | Fast lap | Punts | Posició |
| ---- | --------- | ------ | ------ | --------- | ---- | ---- | -------- | ----- | ------- |
| 2010 | Moto2     | Bimota | 7      | 0         | 0    | 0    | 0        | 0     | -       |